# قالا تپه سی
قالا تپه سی مربوط به دوره اشکانیان است و در شهرستان ابهر، بخش سلطانیه، دهستان سلطانیه، ۲۸۰م جنوب شرق روستای اولنگ واقع شده و این اثر در تاریخ ۲۶ دی ۱۳۸۶ با شمارهٔ ثبت ۲۰۵۰۸ به‌عنوان یکی از آثار ملی ایران به ثبت رسیده است.